# Ctenus modestus
Ctenus modestus là một loài nhện trong họ Ctenidae.
Loài này thuộc chi Ctenus. Ctenus modestus được Eugène Simon miêu tả năm 1897.